# Heinkel He 59
Heinkel He 59 var det första tvåmotoriga, dubbeldäckade sjöflygplanet som konstruerades i Tyskland under perioden mellan de två världskrigen.

## Historia
År 1930 började Ernst Heinkel utveckla ett sjöflygplan för den tyska flottan. För att dölja bygget sades det att det var ett civilflygplan (på grund av Versaillesfredens regler fick man inte utveckla militära flygplan i Tyskland). Den första flygningen skedde i september 1931.
Flygplanet började levereras till enheterna 1935. Den 19 september 1938 fanns 37 flygplan av denna typ i tjänst. Heinkel He 59 var mycket behaglig att flyga och det enda problemet var de svaga motorerna som gjorde att flygplanet var långsamt. Räckvidden, nyttolasten och bestyckningen var även otillräcklig i jämförelse med den tidens flygplan. Under det andra världskrigets första månnader användes He 59 som ett torped- och minläggningsflygplan. Det var minor från en He 59 som sänkte den polska jagaren ORP Gryf. Från årsskiftet 1940/1941 tjänstgjorde de som spaningsflyg och mellan 1941 och 1943 som transport-, sjöräddnings- och skolflygplan.
Konstruktionsmässigt var flygplanet av blandad typ, vingenheten hade byggts upp av en tvåbalkig träram, där framkanten utgjordes av plywood och resten av vingen var täckt av duk. Den lådformade flygkroppen bestod av ett svetsat stålskelett, med lättmetallbalkar som var täckta med duk. Stjärtsektionen var byggd i metall, med stöttor och stag. I kölarna på de två flottörerna fanns varsin bränsletank som kunde hålla 900 liter vilket gjorde att flygplanet totalt bar 2 700 liter bränsle. Vid längre uppdrag kunde bränslemängden utökas till 3 200 liter genom att man tillförde två extratankar i bombutrymmet. Propellrarna var av den fasta, fyrbladiga modellen.

## Användning i Finland
Det finländska flygvapnet hyrde fyra He 59-flygplan från Tyskland av vilka två var av modellen B-2 och två var av D-modellen. He-59 -flygplanen flögs till Finland den 11 augusti 1943. Två målades i flygvapnets färger och gavs beteckningarna HL-59 och HL-60. Flygplanen hade tillverkats av Arado Flugzeugwerke A.G. och de kom att användas för att transportera fjärrpatruller under fyra månaders tid, varefter de återbördades till Tyskland.